# John Bannerman, Baron Bannerman of Kildonan
John MacDonald Bannerman, Baron Bannerman of Kildonan OBE (* 1. September 1901 in Glasgow; † 10. Mai 1969 in Tidworth, Hampshire), schottisch-gälisch: Iain mac Iain Mac-a'-Bhrataich, war ein schottischer Landwirt, Rugby-Spieler und Politiker der schottischen Liberal Party.

## Familie und Ausbildung
John Bannerman war der Sohn von John Roderick Bannerman, einem Postangestellten von der Hebrideninsel South Uist, der aber zur Zeit der Geburt seines Sohnes bereits in Glasgow lebte. Bannerman war stolz auf seine Herkunft aus dem Highland und sprach Gälisch. Bannerman ging auf die Shawlands Academy und Glasgow High School. Er schloss die University of Glasgow mit einem Bachelor of Science ab und ging dann zunächst auf das Balliol College in Oxford und später auf die Cornell University in den Vereinigten Staaten. 1931 heiratete er Ray Mundell und hatte mit ihr zwei Söhne und zwei Töchter. Eine der Töchter war die liberaldemokratische Unterhausabgeordnete Ray Michie (später Baroness Michie of Gallanach). Der Historiker John Bannermann war einer seiner Söhne, und der Rugbyspieler und -coach David "Shade" Munro war sein Enkel.

## Rugby Union
Bannerman begann bereits während seiner Schulzeit, in der Rugby Union zu spielen, und 1919–20 war er Captain der ersten XV der Glasgow High School. Er war ein erfolgreicher Sportler, der ein Rugby Blue an der Universität von Oxford und 1921–29 siebenunddreißig Caps (Länderspielteilnahmen) für die Schottische Rugby-Union-Nationalmannschaft erreichte. Er hatte die meisten Caps der Glasgow Hawks. 1954–55 war er Präsident der Scottish Rugby Union.

## Karriere
Bannerman wurde 1930 Gutsverwalter auf dem Landgut von James Graham, 6, Duke of Montrose, bis er 1952 selbständiger Landwirt wurde. Er bekam einen OBE für seine Verdienste um das Festival of Britain.

## Politik
Bannerman war seit den 1930er Jahren politisch aktiv und interessierte sich dabei im Wesentlichen für die Probleme durch Landflucht und Arbeitslosigkeit in den schottischen Highlands und auf den schottischen Inseln. 1942–57 war er Forstbeamter (Forestry Commissioner). 1938 wurde er als möglicher Kandidat der liberalen Partei für die Parlamentswahlen im Wahlkreis Argyllshire nominiert. Als der Sitz 1940 frei wurde, hätte er für die National Liberal Party ins House of Commons kommen können, aber nachdem die Verhandlungen mit der Conservative Party gescheitert waren, gab es dafür keine Möglichkeit mehr. Er bewarb sich ohne Erfolg für die Britischen Unterhauswahlen 1945 und die Britischen Unterhauswahlen 1950 in Inverness und kandidierte bei der außerplanmäßigen Inverness By-election, 1954, die einige Historiker als den Wendepunkt für die kommenden Wahlerfolge der Liberalen in Schottland oder sogar dem Vereinigten Königreich sehen. Von einer Startposition ohne liberalen Kandidaten heraus errang Bannermann den zweiten Platz vor Labour, und das mit nur 1331 Stimmen weniger als der konservative Wahlgewinner bei den Britischen Unterhauswahlen 1951. Das war das beste Wahlergebnis für die Liberalen seit dem Zweiten Weltkrieg. Bei den Britischen Unterhauswahlen 1955 kam er sogar noch näher heran, so dass ihm nur 966 Stimmen fehlten. Obwohl sein Stimmanteil bei den Britischen Unterhauswahlen 1959 sank, wurde dabei der Grundstein für einen Wahlsieg seines Parteifreunds Russell Johnston bei den Britischen Unterhauswahlen 1964 gelegt, der diesen Sitz bis 1997 innehatte.
Bannerman war 1954 bis 1964 Chairman der schottischen Liberal Party und 1957 Rektor der Aberdeen University. Er unternahm weitere Versuche, ins Unterhaus gewählt zu werden, einschließlich einer knappen Niederlage gegen Labour in Paisley bei der By-election von 1961. Er versuchte es nochmals erfolglos bei den Britischen Unterhauswahlen 1964, aber im Dezember 1967 wurde er als Baron Bannerman of Kildonan, of Kildonan in the County of Sutherland, zum Life Peer erhoben und kam so letztendlich ins Parlament.

## House of Lords
Bannerman war damals einer von drei Liberalen, die als Life Peers ins House of Lords kamen. Die anderen waren Tim Beaumont und John Foot. Ihre Ernennung wurde von den Jungen Liberalen als undemokratisch kritisiert.
In seiner Antrittsrede im House of Lords berichtete er aus schottischer Perspektive über die Unzufriedenheit in Hamilton, wo die Scottish National Party gerade eine Unterhauswahl gewonnen hatte und warnte, dass dies durch den angestauten Zorn von zwei Jahrhunderten zu erklären sei, weil die Schotten, so formulierte er es, während dieser Zeit ein schlafender Partner in der politischen Szene des Vereinigten Königreichs gewesen seien.